# Dysphania schraderiana
Dysphania schraderiana (лобода Шрадера як Chenopodium schraderianum) — вид рослин з родини амарантових (Amaranthaceae), поширений в Африці й на Аравійському півострові; натуралізований в Європі.

## Опис
Однорічна трав'яниста рослина 20–130 см заввишки. Головне стебло просте або з невеликою кількістю рідкісних бічних гілок, особливо біля основи. Рослина зелена, іноді з червоним відтінком, коротко залозиста й запушена повсюдно, сильно ароматична. Нижні й серединні листки від еліптичних до довгастих у контурі, переважно 1–5(8) × 0.5–3(5) см, переважно тупі на верхівці, перисторозділені на кожній стороні на 3–5 вузьких тупих часточок, цілих або з кількома тупими зубцями. Листки в суцвітті схожі на стеблові, лопатеві. Листочки оцвітини на спинці бугорчато-кілеваті, вкриті сидячими залозками. Квітки зеленуваті або з червоним відтінком, 0.5–1 мм у діаметрі. Навколоплідник тонко-плівчастий, укритий дрібними сосочками. Насіння чорне або майже так, дещо глянцеве, 0.7–0.8 мм у діаметрі.

## Поширення
Поширений в Африці й на Аравійському півострові; натуралізований у Європі, Лесото, ПАР; інтродукований у Китаї
В Україні вид зростає на полях, дичавіє — в Лісостепу і Степу; ефіроолійна рослина, бур'ян.